# 美国社会党
美国社会党（英語：Socialist Party of America，缩写为SPA）是美国历史上的一个社会主义政党。该党曾先后加入第二国际、社会主义工人国际和社会党国际。
1901年7月29日，该党由原社会主义劳工党内部以莫里斯·希尔奎特为首的一派（该派于1899年从社会主义劳工党主要组织分裂出来）和以尤金·德布斯为首的美國社會民主黨合并而成，第一任书记为里昂·格林鲍姆。该党纲领提出社会党人的义务是「参加所在行业的工会、支持各行业工会以及工人组织的建立和联合」。该党主张社会改良、反对暴力革命，把议会斗争和争取选票作为唯一的斗争手段。成立初期，该党积极在群众中开展活动，大力支持20世纪初的女权运动。党的力量发展很快，刚成立时有成员1万多人，到1909年发展到4.2万人，1912年达到12万人。
第一次世界大战期間，該黨堅定的反戰立場導致黨員人數急劇下降。一方面是支持美國參戰的黨員退出，另一方面則是因為反戰立場而招致伍德羅·威爾遜政府打壓。1919年，第三國際的建立導致該黨分裂，支持革命的左翼退出社會黨成立美国共产党，隨後應弗拉基米尔·列宁邀請加入第三國際。此后，该党日趋衰落；1922年成员，降至1.1万人；1927年，只剩7000人。
1958年8月，马克斯·沙赫特曼领导的独立社会主义联盟并入该党。
1970年—1972年，该党内部围绕战略分歧，发生严重分裂。多数派（右翼）于1972年12月31日将该党改组为美国社会民主人士，中间派和左翼则于1973年分别建立了民主社會主義組織委員會和美利坚合众国社会党。